# Schloss Favorite (Rastatt)

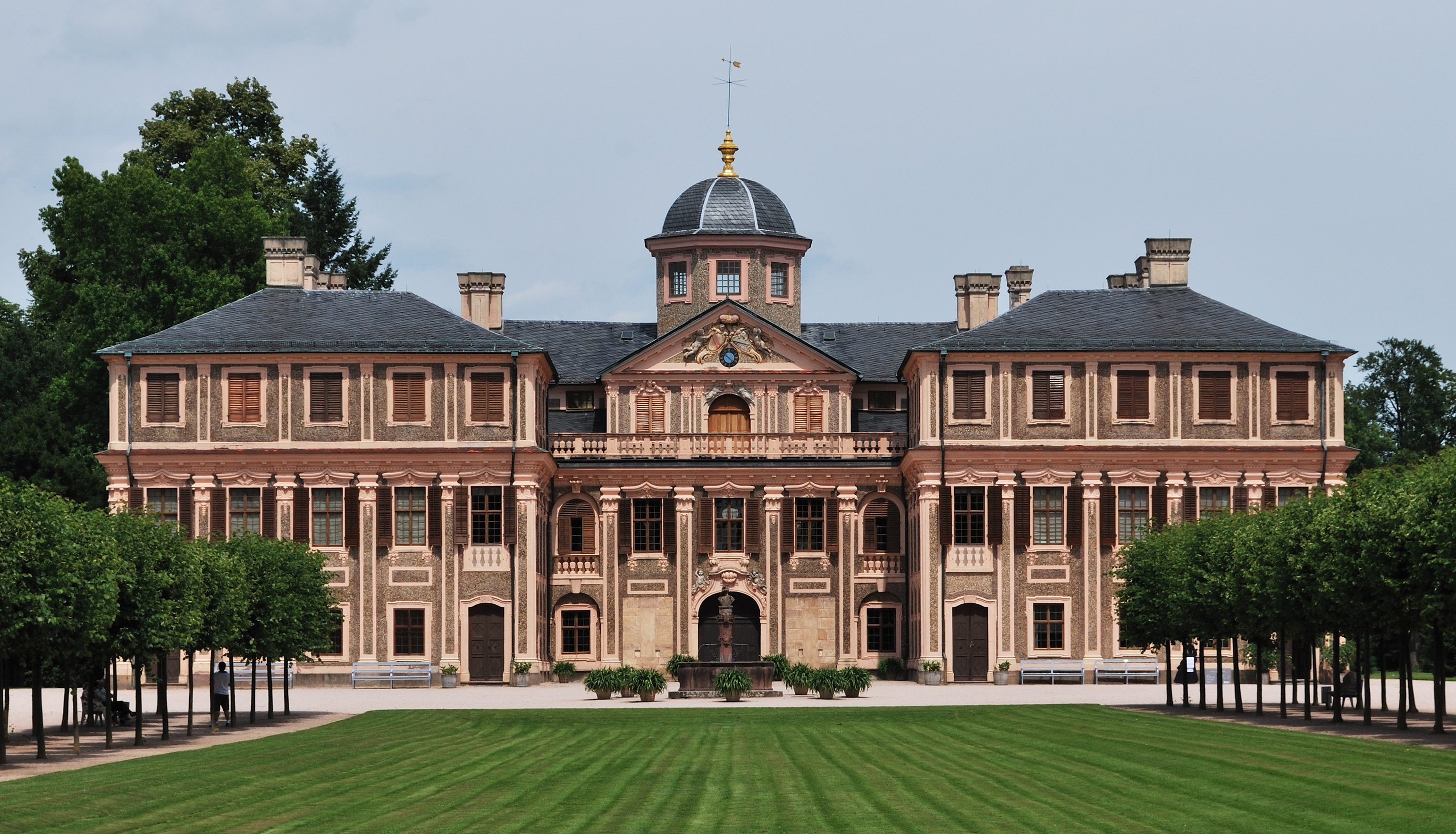
Schloss Favorite, Hofseite

Schloss Favorite (von französisch favorite ‚Liebling, Favorit‘) ist eine ehemalige Residenz der Markgrafen von Baden-Baden in der baden-württembergischen Stadt Rastatt. Das barocke Lustschloss wurde ab 1710 im Auftrag von Franziska Sibylla Augusta von Baden-Baden nach Entwurf von Michael Ludwig Rohrer erbaut. Hervorzuheben sind die Sala terrena, das Paradeschlafzimmer und das Florentiner Kabinett.

## Geschichte

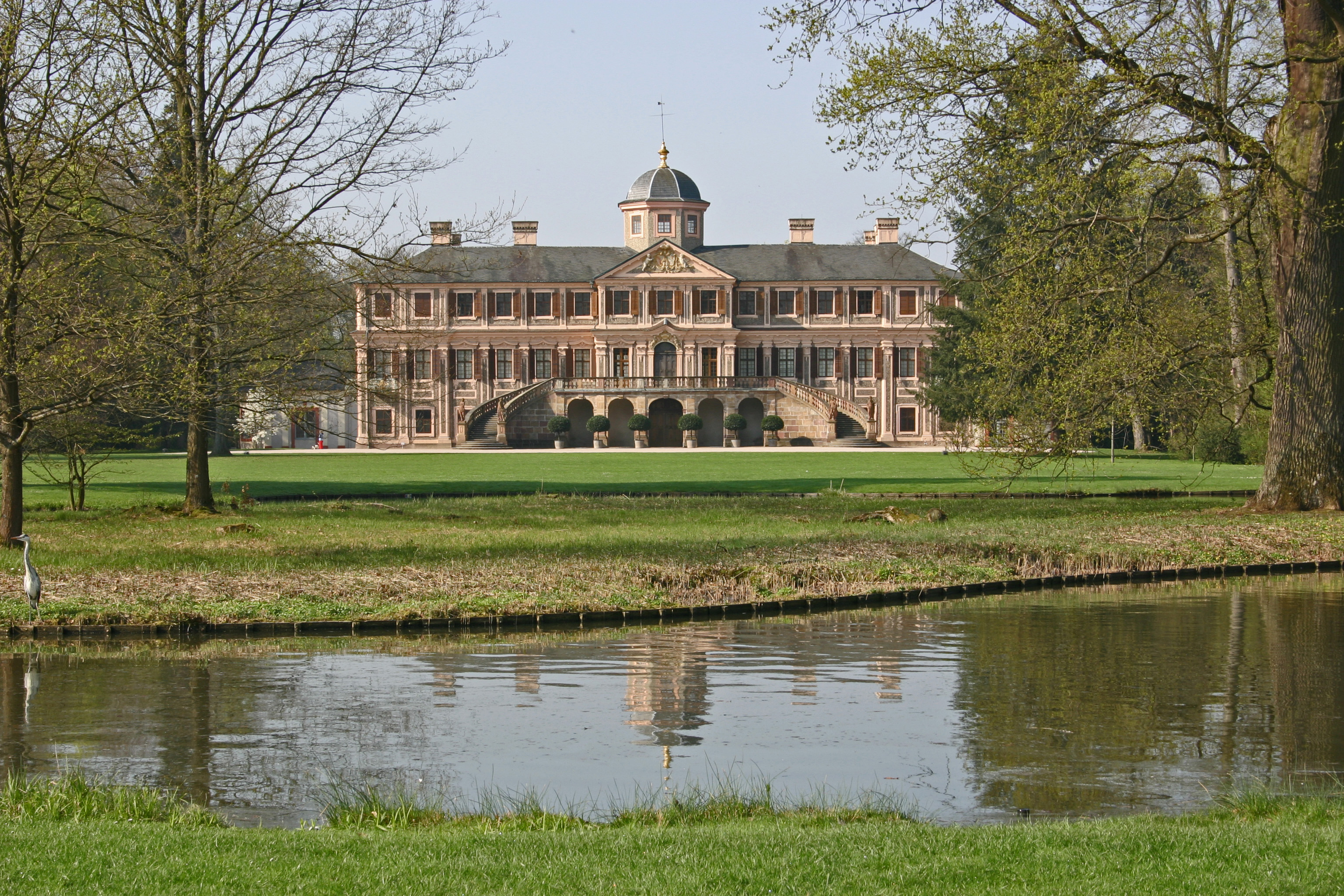
Schloss Favorite, Gartenseite

Schloss Favorite wurde von Michael Ludwig Rohrer 1710 bis 1730 in Rastatt-Förch errichtet. Bauherrin war die Markgräfin Sibylla Augusta von Baden-Baden (1675–1733), Witwe des sogenannten Türkenlouis, Markgraf Ludwig Wilhelm von Baden-Baden (1655–1707), die sehr klare Vorstellungen hatte, wie dieses barocke Gesamtkunstwerk mit reicher dekorativer Innenausstattung auszusehen hatte. Neben dem Schloss Rastatt sollte es als Lustschloss auf dem Land den fürstlichen Vergnügungen, Geselligkeit und Spiel, der Jagd, Maskeraden, Studien und der Kindererziehung dienen.
Das Gebäude ist das älteste deutsche Porzellanschloss und als einziges in der ursprünglichen Form erhalten geblieben. Bemerkenswert ist die reichhaltige Sammlung an chinesischem Porzellan und schwarzen Lackarbeiten sowie dem „Schwartz Porcelain“ (Steinzeug mit schwarz-goldener Lackmalerei).
Umgeben ist das Schloss von einem ehemals barocken Lustgarten. Zu Zeiten der Markgräfin wurde der Garten von Alleen, symmetrischen Parterres mit Wasserspielen und Orangerien bestimmt. Im Fasaneriewäldchen gab es zahlreiche Brut- und Futterhäuser zur Zucht und Haltung von jagdbarem Wild. Im Jahr 1718 wurde eine Eremitage errichtet, in die sich die Markgräfin zur Besinnung zurückzog. In den letzten Jahrzehnten des 18. Jahrhunderts wurde der französische Barockgarten vom Hofgärtner Johann Michael Schweyckert in einen englischen Landschaftsgarten umgestaltet, der den Charakter der Gesamtanlage im Wesentlichen bis heute bestimmt. Er bietet Durchblicke über Wiesen und Teiche, Sichtachsen und Wasserläufe.

## Beschreibung

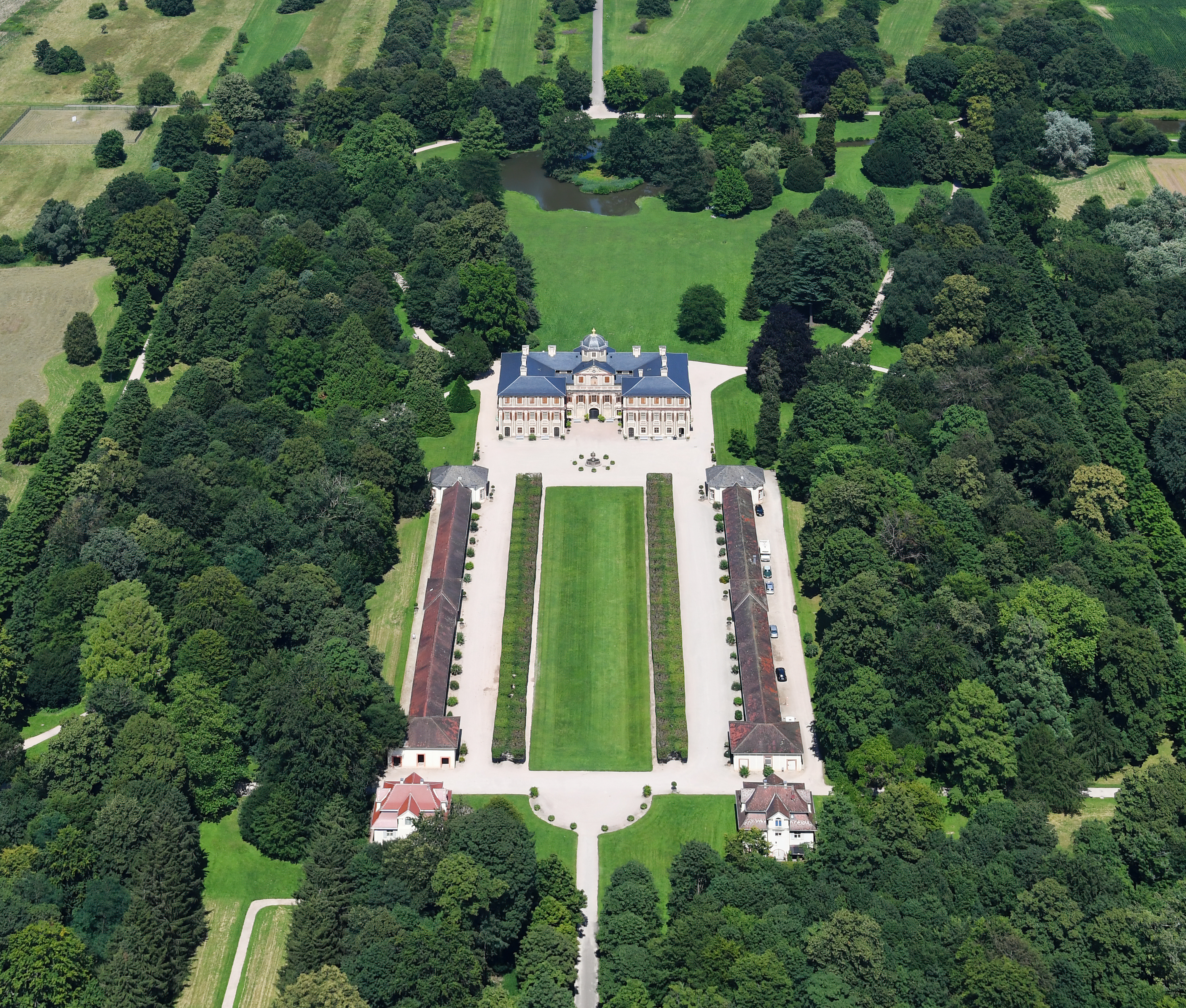
Luftbild von Südwesten

Schloss Favorite ist eine dreigeschossige Anlage, die mit ihren beiden Seitenflügeln einen kleinen Ehrenhof umschließt. Im Westen und Osten wurden Kolonnaden erbaut, die bald als Orangerien dienten. Der hervorgehobene Mittelrisalit des Schlosses wird von einem Dreiecksgiebel beherrscht, auf dem das baden-sachsen-lauenburgische Allianzwappen zu sehen ist. 15 Fensterachsen und die gleichförmige Reihung der Kolossalpilaster fassen das Erdgeschoss und Obergeschoss zusammen. Über eine geschwungene Freitreppe erreicht man das erste Obergeschoss mit den repräsentativen Paraderäumen. Das Erdgeschoss bot somit Platz für Nutzräume. Darunter befindet sich jedoch auch eine reine Schauküche, die schon zu Lebzeiten der Markgräfin zu den Favoriter Sehenswürdigkeiten zählte, die sie ihren hochgestellten Gästen gelegentlich höchstpersönlich zeigte.
Im Inneren des Schlosses dominiert die Sala terrena (Gartensaal), die durch alle Stockwerke reicht und von einem Kuppelturm gekrönt wird. Der auf den Garten bezogene, rechteckige Saal wird von vier schräg gestellten Nischen in den Ecken abgerundet. In der Beletage befindet sich zu beiden Seiten dieses Zentralraums je ein Appartement. In verschwenderischer Fülle sind in allen Räumlichkeiten die im frühen 18. Jahrhundert geschätzten handwerklichen Techniken verwirklicht. Hierzu gehören Böden aus Stuckmarmor, Wände mit Fayencefliesen, reichverzierte Stuck- und Freskendecken, Behänge aus seltenen Stickereien an den Wänden und erlesene Möbel.
Die Schlossanlage ist ein einzigartiges barockes Gesamtkunstwerk mit einer überreichen Flut an Dekorationen und repräsentiert nicht nur den Geschmack der Fürstin, sondern auch angemessene herrschaftliche Selbstdarstellung. Besonders das Florentiner Kabinett, vollständig im Original überliefert, ist einzigartig in Europa. 758 Bildtafeln schmücken die Wände. Die 55 wertvollsten stammen aus Florenz – daher der Name. Sie sind aus Commesso gearbeitet, einer kostspieligen Steineinlegetechnik, bei der geschliffene und polierte Platten und Plättchen aus verschiedenfarbigem Marmor, Graniten und Halbedelsteinen zusammengefügt und in einen Steingrund eingelegt wurden. Bis heute überwältigen die Tafeln mit ihrem satten Farbglanz und der Perfektion der kunsthandwerklichen Arbeit.

## Nutzung
Schloss Favorite ist in den Sommermonaten für Besichtigungen geöffnet. Es zählt zu den landeseigenen Monumenten und wird von den Staatlichen Schlössern und Gärten Baden-Württemberg verwaltet. Der Garten ist ganzjährig geöffnet und frei zugänglich.
Die prächtig dekorierten Innenräume, die mit einzigartigen asiatischen und europäischen Porzellan-, Glas- und Fayencesammlungen ausgestattet sind, bestätigen den außerordentlichen Kunstsinn der Markgräfin. Ein Besuch in Schloss Favorite ermöglicht es, verschiedene Formen der Chinoiserie kennenzulernen. Die Textilien, aber auch die Lacke und Keramiken, verdeutlichen auf besondere Weise die Wirkung europäischer Asienbegeisterung im frühen 18. Jahrhundert. Im Gegensatz zu modernen Museumsräumen, werden die Exponate in Schloss Favorite in ihrer ursprünglichen, historischen Umgebung, als Bestandteile der fürstlichen Sammlungen, den Besuchern vorgestellt. So werden sie nicht allein als erlesene Objekte gezeigt, die sie ja sind, sondern auch in ihrem kulturgeschichtlichen Kontext anschaulich gemacht.
Schloss und Garten waren wiederholt Ort von Dreharbeiten, so 2008 als Hauptschauplatz des ARD-Märchenfilms Der Froschkönig. Seit 1957 veranstaltet das Quantz-Collegium alljährlich die Konzertreihe „Festliche Serenaden Schloss Favorite“.